# 盱烈
盱烈（?—?），字道微。豫章（今江西南昌）人，晉朝道教人物，西山十二真君之一，是許旌陽真君的外甥。
盱烈母親許氏，為淨明道祖師許旌陽真君之大姐。盱烈少年喪父，事母至孝，淳篤忠厚，許旌陽收他當弟子。晉武帝時，許氏常於山下，採擷花果以奉許旌陽。相傳寧康二年（374年）八月十五日，旌陽賜盱烈金丹靈藥，隨之昇天。
宋朝道君皇帝敕封為「潛惠真人」。